# Lindóia do Sul
Lindóia do Sul là một đô thị thuộc bang Santa Catarina, Brasil. Đô thị này có diện tích 195,056 km², dân số năm 2007 là 4560 người, mật độ 23 người/km².